# Société anonyme des tramways de Dunkerque et extensions
La Société anonyme des tramways de Dunkerque et extensions (TDE) est créée le 13 aout 1899, pour exploiter le réseau de tramways électriques dans la ville de Dunkerque. Son siège se trouve à Malo les Bains. 
Elle est affiliée à la Compagnie mutuelle de tramways d'origine belge. Les deux compagnies ont un administrateur commun: Monsieur Charles Charlier.
La société TDE disparait en 1931, absorbée par la Société des tramways de Dunkerque et de Calais.

## Historique
La Société anonyme des tramways de Dunkerque et extensions se substitue à Monsieur Spilliaerdt-Caymax le 21 juin 1902 et devient concessionnaire d'un réseau de tramway et d'une ligne nouvelle vers Rosendaël et Malo-les-Bains.